# Owain ap Cadwgan
Pour les articles homonymes, voir Owen.
Owain ap Cadwgan (mort en 1116), est un prince gallois de Powys de 1111 à 1114 puis de 1115 à 1116

## Origine et jeunesse
Owain est le fils de Cadwgan ap Bleddyn et d'une mère inconnue. Il passe sa jeunesse en Irlande à la cour de Muircheartach Ua Briain, roi de Munster et de Dublin, sous la protection duquel il avait été envoyé en 1098 lors de l'invasion du pays de Galles par les deux barons anglo-normands Hugues d'Avranches, comte de Chester, et Hugues de Montgommery, comte de Shrewsbury.
Owain revient sans doute au pays de Galles lorsque son père devient seigneur du Ceredigion et d'une partie du Powys. À la fin de l'année 1106, il tue Meurig et Gruffydd ap Trahaearn coprinces d'Arwystli, ce qui est le premier acte qui témoigne de la violence de sa personnalité.
À Noël 1108 ou 1109, il organise l'attaque du château de Cenarth Bychan appartenant à Gérald de Windsor, châtelain de Pembroke. Il détruit le château et enlève l'épouse du baron anglo-normand, sa cousine Nest ferch Rhys, fille de Rhys ap Tewdwr. Selon le Brut y Tywysogion, Owain s'empare aussi des enfants de Gérald et Nest. Ceux-ci sont renvoyés plus tard à leur père. Craignant une réaction des Anglo-Normands, son père Cadwgan l'oblige à libérer sa captive, qui était peut-être consentante.
Cette attaque provoque une contre-attaque généralisée des Anglo-Normands et de leurs alliés gallois sur le Powys, poussant Owain ap Cadwgan à l'exil en Irlande. Cadwgan réussit à préserver son fief de Ceredigion en démontrant qu'il n'était pas au courant des projets de son fils mais le Powys est concédé à ses neveux Ithel ap Rhiryd, seigneur de Caereinion, et Madog ap Rhiryd, seigneur d'Averriw. Owain revient dans le Powys en 1110 et allié avec son cousin Madog ap Rhiryd, il effectue des raids dans les terres anglo-normandes. Les deux sont finalement bannis par leur oncle, Iorwerth ap Bleddyn. Pendant ce temps, Owain commet une nouvelle félonie au Dyfed où il capturait des esclaves pour les revendre en Irlande, en tuant un leader flamand, Guillaume de Brabant. Il doit donc à nouveau s'exiler en Irlande à la fin de l'année 1110, et en représailles, Henri Ier d'Angleterre reprend le Ceredigion à son père.
Dès 1111, Owain, pardonné, revient au Powys après les meurtres d'Iorwerth et de Cadwgan, et est autorisé à contrôler la plus grande partie du Powys. C'est son cousin Madog ap Rhiryd qui est responsable de ces deux assassinats. En 1113, il capture et énucle Madog ap Rhiryd, qui contrôle toujours une partie du Powys. Il offre alors son territoire à Maredudd ap Bleddyn.
La campagne galloise que mène Henri Ier d'Angleterre au pays de Galles en 1114 est officiellement destinée à punir Gruffydd ap Cynan mais Owain, qui s'était réfugié au Gwynedd, est arrêté et accompagne le roi anglais en Normandie.
En 1115, Owain revient en grâce ; il a même été adoubé chevalier par le roi et rétabli comme prince de Powys. Il est alors chargé de mettre fin à la rébellion de Gruffydd ap Rhys au Deheubarth. Pendant que Owain et sa troupe s'avancent en Ystrad Tywi et ravagent la région de Carmarthen, il est tué dans une embuscade montée par Gerald de Windsor et les flamands de Rhos qui se vengent ainsi de l'affront qui leur a été infligé.